# Marsalforn Bay
Die Marsalforn Bay (maltesisch Il-Bajja ta' Marsalforn; deutsch Bucht von Marsalforn) ist eine Meeresbucht an der Nordostküste der zu Malta gehörenden Insel Gozo.

## Topographie
Die Bucht öffnet sich nach Nord-Nord-Ost zum Mittelmeer. Am landseitigen südöstlichen Ende liegt der Ort Marsalforn.
An der Marsalforn Bay befindet sich der einzige natürliche Strand Gozos.

## Name
Marsalforn ist in der maltesischen Sprache ein zusammengesetztes Wort. Der erste Bestandteil marsa ist eine Substantivierung des nicht mehr gebräuchlichen arabischen Verbs rasa’a, das „vor Anker liegen“ bedeutet. Das maltesische Wort forn bezeichnet eine Bäckerei, dies kommt auch in einer lokalen Sage zum Vorschein. Allerdings wird dieser zweite Namensbestandteil eher auf einen Bootstyp bezogen, die ursprünglich aus dem illyrischen Raum stammende λιβουρνα (livurna), arabisch lifurna, da den Lokalsagen zufolge dort arabische Korsarenschiffe vor Anker gingen. Eine weitere Bedeutung ergibt sich aus dem gozitanisch-maltesischen Wort forna, das eine vom Meer ausgespülte Höhle oder ein Felsentor bezeichnet, deren es um die Bucht herum einige gibt, darunter Għar Qawqla.

## Geschichte
Von der römischen Zeit bis zum späten 16. Jahrhundert war Marsalforn der wichtigste Hafen Gozos. Über ihn führten die Handelswege nach Sizilien und in das übrige Europa. Der Malteserorden erachtete den Hafen von Marsalforn als so bedeutend, dass im 17. Jahrhundert die alte Festung in der Inselmitte Gozos aufgegeben wurde und eine neue Stadt errichtet wurde, die den Hafen überwachte. Die Pläne hierzu stammten von Giovanni de’ Medici. Am 21. Juni 1643 besuchte Großmeister Jean Paul Lascaris Castellar Marsalforn, um sich von diesem Standort ein Bild zu machen, und entschied, hier eine Festung zu bauen. Doch die Gozitaner widersprachen ihrem Landesherren und brachten vor, sie seien zu arm, um die zusätzlichen Steuern zur Errichtung der Festung zu zahlen. Auch der Malteserorden befand, dass seine Mittel nicht ausreichten, um die Festung zu errichten, und so wurde das Projekt aufgegeben.